# Caulleriella fragilis
Caulleriella fragilis är en ringmaskart som först beskrevs av Joseph Leidy 1855.  Caulleriella fragilis ingår i släktet Caulleriella och familjen Cirratulidae. Inga underarter finns listade i Catalogue of Life.